# Marcelino Champagnat
Marcelino Champagnat (Marlhes, 20 de mayo de 1789-Saint-Chamond, 6 de junio de 1840), conocido como San Marcelino Champagnat, fue un sacerdote francés, fundador de la Congregación de los Hermanos Maristas.

## Primeros años
Marcelino Champagnat fue hijo de Juan Butista Champagnat y María Chirat. Nació el 20 de mayo de 1789 en el pueblo francés de Le Rosey, una aldea de la comuna de Marlhes, en el seno de una familia numerosa. Fue bautizado en dicha parroquia al día siguiente, en una época en que Francia sufría grandes cambios políticos y sociales a raíz de la Revolución francesa. Jamás asistió a la escuela durante su niñez debido a los malos tratos por parte de un profesor contra uno de los alumnos, por lo que fue educado por una tía monja. Hasta su entrada al seminario en 1805, Marcelino trabajó.

## Vida en el seminario
Durante las vacaciones de Pascua de 1804 su tía monja Luisa, proveniente de Lyon, pasó por Rosey buscando vocaciones sacerdotales, y le dijo a Marcelino: «Hijo mío, tienes que estudiar latín y hacerte sacerdote, Dios lo quiere». Marcelino, tras una conversación con su sacerdote, tuvo claro cuál iba a ser su destino. Su decisión fue irrevocable, a pesar de que su cuñado el maestro Arnaud, ante el escaso progreso de su alumno, dictaminó que no era apto para los estudios eclesiásticos.
En la fiesta de Todos los Santos de 1805 Marcelino entra en el seminario menor de Verrières (departamento de la Loire) a la edad de 16 años. Debía sentarse con los principiantes a pesar de su edad y su estatura (1,79 m) y el primer año fracasó como estudiante. El director del seminario le recomienda quedarse en casa en las vacaciones de verano. Marcelino hizo una peregrinación a pie con su madre a La Louvesc, donde está la tumba del apóstol de la región, San Francisco Régis, y consigue otra oportunidad.
En los siguientes años de seminario subió el nivel de rendimiento del joven Marcelino. En 1813 pasó al seminario mayor de Lyon, junto con Jean Claude Colin, Luis Querbes y San Juan María Vianney, futuro Santo Cura de Ars, para empezar su primer año de teología.
En el año escolar de 1815, un nuevo seminarista proveniente de Le Puy-en-Velay, Jean Claude Courveille, comunicó a algunos compañeros su proyecto de una Sociedad de religiosos Maristas, la llamada "Sociedad de María (Maristas)". Se unen a esta idea, entre otros, Marcelino Champagnat y Jean Claude Colin. Más tarde Marcelino incorporó al proyecto su idea de los Hermanos para la educación cristiana y la alfabetización de los niños de las zonas rurales.
El 22 de julio de 1816, junto con Colin, Courveille y otros 50 compañeros, Marcelino fue ordenado sacerdote a los 27 años. Al día siguiente los 12 signatarios de la promesa de constituir la Sociedad de María, capitaneados por el promotor de la idea, P. Courveille, subieron al santuario de Ntra. Sra. de Fourvière. Courveille celebró la eucaristía y los demás comulgaron de sus manos. Todos se consagraron a María y prometieron solemnemente dedicarse a establecer la Sociedad de María.

## Los Hermanos Maristas

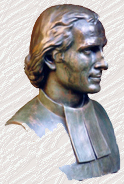
Busto de Marcelino Champagnat

El 12 de agosto de 1816 Champagnat fue nombrado vicario parroquial de La Valla-en-Gier, una localidad de unos 2.000 habitantes dispersos en múltiples y lejanas aldeas por las faldas de la cordillera del Pilat, en el Macizo Central. Inició oficialmente su apostolado el día 15 de agosto, fiesta de la Asunción de María. Pronto transformó totalmente la parroquia. Entre otras actividades, predicaba, visitaba a los enfermos aun de las aldeas más alejadas, daba catequesis a los niños, implantó la práctica del mes de María, distribuía libros para extender las buenas lecturas y combatía el trabajo en domingo.
El 28 de octubre, en la alejada aldea de Les Palais, asistío en su lecho de muerte al joven de 16 años Jean Baptiste Montagne. Entonces se dio cuenta de que Jean Bautiste nunca había oído hablar de Dios. Al día siguiente regresó para hablarle sobre Él, pero descubre el joven ya había fallecido. Esto lo impulsó a poner en práctica de inmediato su proyecto de Hermanos para la educación infantil. Comenzó enseñándole a leer a un ex granadero del ejército de Napoleón, Jean Marie Granjon, de 23 años. Al poco tiempo se unió Jean Baptiste Audras, de 15 años, y el P. Marcelino los instaló en una casa alquilada y luego comprada con la ayuda del P. Courveille. Éste, vicario parroquial en Rive-de-Gier, a pocos km de La Valla, lo visitaba con frecuencia, de acuerdo con la promesa de Fourvière.
El 2 de enero de 1817 nació la congregación de los Fréres Maristes. Champagnat les dio el nombre de Hermanitos de María (Petits Fréres de Marie) o Hermanos Maristas en honor a la Stma. Virgen, en quien había depositado toda su confianza.
En noviembre de 1818 fundó la primera escuela en su pueblo natal, Marlhes, y al año siguiente en su parroquia, La Valla. En adelante, los pedidos de nuevas fundaciones se hicieron tan perentorios que en un lapso de 22 años dejó a su muerte 43 escuelas fundadas donde se educaron unos 7000 alumnos. En el mismo lapso, Champagnat dejó 280 Hermanos, más 49 que ya habían fallecido y 92 que se habían retirado.
Decía que "para educar hay que amar", lo que se convirtió en el lema de los educadores Maristas en todo el mundo.

## Beatificación y canonización

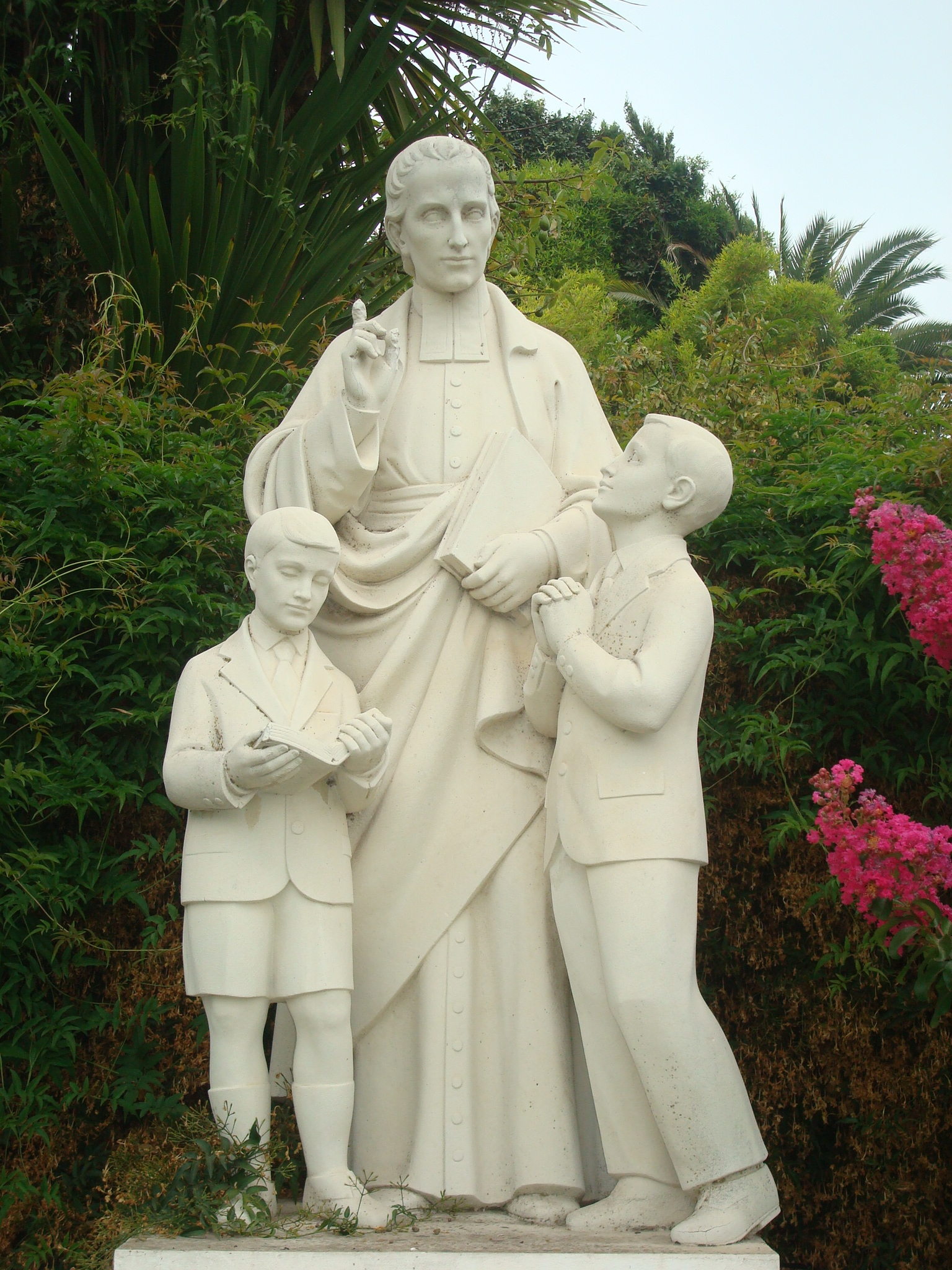
Estatua de Marcelino Champagnat en la ciudad de Limache (Chile)

Murió el 6 de junio de 1840 cuando los Hermanos estaban cantando la alabanza mariana de la Salve como inicio de la jornada. Fue él quien había introducido esa práctica como escudo contra los disturbios políticos y sociales que tuvieron que soportar él y los Hermanos en la Francia convulsionada de su tiempo.
- El 29 de mayo de 1955 fue beatificado por el papa Pío XII tras reconocer 3 milagros: las curaciones de un cáncer terminal de la estadounidense Sra. Grondin y de una meningitis mortal de un joven llamado Renaivo, de Madagascar, así como la expansión del instituto marista.[9]
- El 18 de abril de 1999 el papa Juan Pablo II firma el decreto de canonización tras reconocer el 4º milagro, la curación súbita de la histoplasmosis de un Hermano Marista uruguayo. Fue canonizado ese día en una solemne Eucaristía en la plaza de San Pedro (Ciudad del Vaticano), ante la presencia de miles de personas, entre ellos numerosos miembros de la Familia Marista.[10]